# 努夫龙-万格雷
努夫龙-万格雷（法語：Nouvron-Vingré，法語發音：[nuvʁɔ̃ vɛ̃ɡʁe]）是法国上法蘭西大區埃纳省的一个市镇，属于苏瓦松区。该市镇于1826年由原市镇努夫龙（Nouvron）和万格雷（Vingré）合并而成。

## 地理
努夫龙-万格雷（49°25'45"N, 3°11'54"E）面积9.25 平方千米，位于法国上法蘭西大區埃纳省，该省份为法国北部内陆省份，北起北部省，西接索姆省和瓦兹省，东临阿登省和马恩省，西南至塞纳-马恩省，东北部与比利时接壤。
与努夫龙-万格雷接壤的市镇（或旧市镇、城区）包括：贝尔尼里维耶尔、丰特努瓦、莫尔桑、圣克里斯托夫-阿贝里、塔尔捷、欧特雷什。

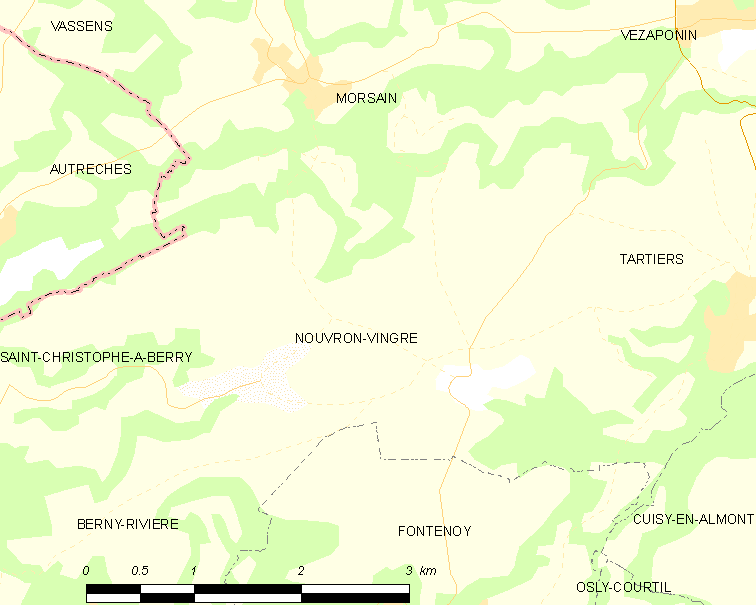
努夫龙-万格雷的OSM定位图

努夫龙-万格雷的时区为UTC+01:00、UTC+02:00（夏令时）。

## 行政
努夫龙-万格雷的邮政编码为02290，INSEE市镇编码为02562。

## 政治
努夫龙-万格雷所属的省级选区为埃纳河畔维克县。

## 人口

1962-2008年间努夫龙-万格雷人口变化图示

努夫龙-万格雷于2022年1月1日时的人口数量为197人。